# Grallaire à ventre fauve
Myrmothera fulviventris
Espèce
Statut de conservation UICN

 LC  : Préoccupation mineure
La Grallaire à ventre fauve (Myrmothera fulviventris) est une espèce d'oiseaux de la famille des Grallariidae.

## Systématique
L'espèce fut initialement décrite en 1858 par Philip Lutley Sclater sous le protonyme de Grallaria fulviventris.

## Description
L'adulte mesure environ 14 cm pour un poids de 57 g.

## Répartition et habitat
Cet oiseau peuple l'Ouest de l'Amazonie.
Son habitat naturel est subtropical ou des forêts tropicales humides[réf. nécessaire].

## Liste des sous-espèces
Selon la classification de référence du Congrès ornithologique international (version 14.2, 2024) :
- M. f. caquetae (Chapman, 1923) - Sud-Est de la Colombie
- M. f. fulviventris (Sclater, PL, 1858) - Est de l'Équateur et Nord-Est du Pérou